# 埃德勒營
埃德勒營（Caserma Ederle）是位於義大利維琴察的一個軍事設施，有一支美國陸軍部隊駐紮於此。埃德勒營受義大利軍方控制，可以隨時由義大利政府管理。埃德勒營由美軍及其家屬和退休人員組成，還有少量飛行員和水手駐紮在那裡。該營是美國非洲陸軍和美國陸軍第173空降旅的總部。

## 駐軍
目前駐紮於埃德勒營的美軍部隊包括：
- 美國非洲陸軍[3]
- 第509通訊營
- 第3/529憲兵連
- 美國陸軍第173空降旅
- 第14運輸營
- 第106財務管理連E支隊
- 美國陸軍健康診所/牙科診所

## 營區的生活
被分配埃德勒營執行任務的士兵在駐紮到營區時，通常被允許攜帶家人。儘管如此，許多被派往埃德勒營的軍事人員仍然無人陪伴。
埃德勒營提供了大多數美國軍事設施中所有的標準便利設施，例如郵局、小賣部、劇院等。單身或無人陪伴的初級士兵主要居住在埃德勒營的營區中，或在當地社區租屋。